# 伝馬町駅 (名鉄)
伝馬町駅（てんまちょうえき）はかつて愛知県名古屋市熱田区にあった名古屋鉄道常滑線の駅。

## 歴史
- 1912年（明治45年/大正元年）
  - 2月18日 - 愛知電気鉄道の伝馬駅（伝馬停車場）として開業[1]。当時は始発駅であった。
  - 8月1日 - 伝馬駅から伝馬町駅（伝馬町停留場）に改称[2][3]。秋葉前駅 - 当駅間が延伸開業し[2][3]、中間駅となる。
- 1935年（昭和10年）8月1日 - 愛知電気鉄道と名岐鉄道が合併し名古屋鉄道の駅となる。
- 1945年（昭和20年）5月17日 - 名古屋大空襲で焼失[4]。
- 1946年（昭和21年） - 伝馬町駅休止（正式な休止時期は不明）。
- 1955年（昭和30年） - 常滑線と国道1号の立体交差化に伴い廃止。

## 隣の駅
所属路線、隣の駅は営業時代のもの。
名古屋鉄道
常滑線
神宮前駅 - 伝馬町駅 - 道徳駅
- 1919年（大正8年）までは神宮前駅と当駅の間に秋葉前駅が存在した。
- 豊田本町駅は当駅休止後の1957年（昭和32年）2月20日に開業。